# Amphlett-Inseln
Die Amphlett-Inseln sind eine Inselgruppe in der Salomonensee. Politisch gehören die Inseln zur Provinz Dobu Rural LLG (Local Level Government) Area im Distrikt Esa'Ala der Provinz Milne Bay von Papua-Neuguinea. Die Gruppe, die in einigen Quellen auch als Teil der D’Entrecasteaux-Inseln angesehen wird, besteht aus 18 Inseln und liegt etwa 10 km nördlich der Fergusson-Insel.

## Beschreibung
Die Amphlett-Inseln sind vulkanischen Ursprungs. Die wichtigsten Inseln der Gruppe sind: die Hauptinsel Gumawana (Dobu: Urasi), Wamea (Omeya, Dum Dum), Nabwageta oder Tuboa, Wawiwa (auch Koyaui, Kwatoita oder Kotoita) sowie Yabwaia oder Bituma.
Gemäß der Volkszählung im Jahre 2000 belief sich die Bevölkerung der Amphlett-Inseln auf 469 Einwohner, verteilt auf die drei bewohnten Inseln im Nordosten der Gruppe, Nabwageta (173), Gumawana (154) und Wamea (142). 1970 waren es 240 Menschen; zusätzlich waren die Inseln Wawiwa und Yabwaia bewohnt, die beiden größten Inseln, die im Südwesten der Gruppe liegen.
Die Bewohner sind für ihre Töpfereierzeugnisse bekannt. Sie holen den Ton aus Wapolu auf der Fergusson-Insel, die eine Tagesreise mit dem Kanu entfernt ist. Die Produktion von Töpferwaren auf den Amphlett-Inseln begann vor 1000 Jahren. Seit ca. 500 Jahren besteht ein  Monopol auf den Handel in der gesamten Region, das aus dem rituellen Gabentausch-System des Kula entstand.

## Inselübersicht
| Name(n)                              | Koordinaten                  | Fläche km² | Bevölkerung 2000 | Bevölkerung 1970 |
| ------------------------------------ | ---------------------------- | ---------- | ---------------- | ---------------- |
| Wagabu                               | 9° 20′ 8″ S, 150° 41′ 20″ O  | 0,31       | -                | -                |
| Watota                               | 9° 18′ 3″ S, 150° 42′ 19″ O  | 2,84       | -                | -                |
| Chalata                              | 9° 20′ 1″ S, 150° 42′ 46″ O  | 0,08       | -                | -                |
| Bialao                               | 9° 14′ 22″ S, 150° 45′ 15″ O | 0,06       | -                | -                |
| Wawiwa (Koyaui, Kwatoita, Kotoita)   | 9° 16′ 49″ S, 150° 45′ 15″ O | 8,54       | -                | …                |
| Belobeloia                           | 9° 15′ 7″ S, 150° 45′ 16″ O  | 0,13       | -                | -                |
| Piatana                              | 9° 14′ 28″ S, 150° 47′ 4″ O  | 0,17       | -                | -                |
| Kolaio                               | 9° 13′ 52″ S, 150° 47′ 16″ O | 0,05       | -                | -                |
| Yabwaia (Bituma)                     | 9° 17′ 30″ S, 150° 47′ 22″ O | 4,58       | -                | …                |
| Noapoi                               | 9° 14′ 10″ S, 150° 47′ 23″ O | 0,09       | -                | -                |
| Tuboa (Nabwageta)                    | 9° 12′ 40″ S, 150° 49′ 7″ O  | 0,70       | 173              | …                |
| Urasi (Gumawana)                     | 9° 12′ 55″ S, 150° 52′ 17″ O | 2,88       | 154              | …                |
| Wata                                 | 9° 19′ 0″ S, 150° 52′ 34″ O  | 0,61       | -                | -                |
| Wawasi                               | 9° 20′ 6″ S, 150° 52′ 53″ O  | 0,09       | -                | -                |
| (südl. v. Wamena)                    | 9° 15′ 58″ S, 150° 53′ 49″ O | 0,04       | -                | -                |
| Wamena (Wamea, Omea, Omeya, Dum Dum) | 9° 14′ 55″ S, 150° 54′ 18″ O | 3,76       | 142              | …                |
| Amphlett-Inseln                      | 9° 15′ 0″ S, 150° 50′ 0″ O   | 25         | 469              | 240              |

## Geschichte
Die D'Entrecasteaux-Inseln sind wahrscheinlich seit etwa 1500 v. Chr. durch Polynesier bewohnt. Sie wurden im Jahre 1793 mit den Trobriand-Inseln von Kapitän Joseph Bruny d’Entrecasteaux auf der Suche nach Jean-François de La Pérouse entdeckt.
1873 und 1874 erkundete und kartierte der britischen Kapitän John Moresby mit dem Schiff HMS Basilisk die Amphlett-Inseln.
Von 1914 bis 1916 und von 1917 bis 1918 führte der Anthropologe Bronisław Malinowski Studien an der Bevölkerung der Inseln durch und beschrieb sie 1922 in seinem Buch Argonauten des westlichen Pazifik detailliert. Von 1942 bis 1943 waren die Amphlett-Inseln von Japan besetzt.